# Yoni Stoyanov
Yoni Stoyanov (en búlgaro: Йоан Стоянов; Plovdiv, 22 de mayo de 2001) es un futbolista búlgaro que juega en la demarcación de lateral para el Hapoel Be'er Sheva FC de la Liga Premier de Israel.

## Selección nacional
Tras jugar en distintas categorías inferiores de la selección, finalmente hizo su debut con la selección de fútbol de Bulgaria en un encuentro de la Liga de Naciones de la UEFA 2022-23 contra Gibraltar que finalizó con un resultado de 5-1 a favor del combinado búlgaro tras el gol de Roy Chipolina para Gibraltar, y de Valentin Antov, Kiril Despodov, Radoslav Kirilov, Iliyan Stefanov y de Marin Petkov para Bulgaria.

## Clubes
| Club                           | País   | Año       | Partidos | Goles |
| ------------------------------ | ------ | --------- | -------- | ----- |
| Hapoel Herzliya FC             | Israel | 2020      | 1        | 0     |
| Hapoel Kfar Saba FC            | Israel | 2020-2022 | 51       | 8     |
| Hapoel Be'er Sheva FC          | Israel | 2022      | 2        | 0     |
| Sektzia Ness Ziona FC (cedido) | Israel | 2022-2023 | 29       | 5     |
| Hapoel Be'er Sheva FC          | Israel | 2023-     | 80       | 8     |

## Palmarés

### Títulos nacionales
| Título              | Club               | País   | Año  |
| ------------------- | ------------------ | ------ | ---- |
| Supercopa de Israel | Hapoel Be'er Sheva | Israel | 2022 |
| Copa de Israel      | Hapoel Be'er Sheva | Israel | 2025 |